# 中砂町
中砂町（なかすなちょう）は、愛知県名古屋市天白区の地名。丁番を持たない単独町名である。住居表示未実施。

## 地理
名古屋市天白区西部に位置する。西は瑞穂区、南は天白町島田・島田一丁目、北は元八事一丁目・元八事二丁目、北東は道明町に接する。

## 歴史

### 町名の由来
字中砂入に由来する。

### 沿革
- 1961年（昭和36年）4月22日 - 下八事土地区画整理組合の設立が認可される[9]。
- 1971年（昭和46年）10月20日 - 昭和区天白町大字八事の一部により、同区中砂町が成立する[1]。
- 1975年（昭和50年）2月1日 - 天白区編入に伴い、同区中砂町となる[1]。

## 世帯数と人口
2019年（平成31年）1月1日現在の世帯数と人口は以下の通りである。
| 町丁   | 世帯数  | 人口    |
| ------ | ------- | ------- |
| 中砂町 | 501世帯 | 1,006人 |

### 人口の変遷
国勢調査による人口の推移
| 2000年（平成12年） | 1,283人 | [ 10 ] |  |
| 2005年（平成17年） | 1,270人 | [ 11 ] |  |
| 2010年（平成22年） | 1,005人 | [ 12 ] |  |
| 2015年（平成27年） | 1,079人 | [ 13 ] |  |

## 学区
市立小・中学校に通う場合、学校等は以下の通りとなる。また、公立高等学校に通う場合の学区は以下の通りとなる。
| 番・番地等 | 小学校                 | 中学校                 | 高等学校 |
| ---------- | ---------------------- | ---------------------- | -------- |
| 全域       | 名古屋市立八事東小学校 | 名古屋市立御幸山中学校 | 尾張学区 |

## 交通
- 愛知県道221号岩崎名古屋線[7]

## 施設
- 愛知信用金庫[7]
- 天白川緑地[7]
- めいらくグループ
- 京楽産業ホールディングス
- 京楽産業.
- オッケー.

## その他

### 日本郵便
- 郵便番号 : 468-0065[4]（集配局：天白郵便局[16]）。